# 仲義代
仲 義代（なか よしよ、1959年2月19日 - ）は、日本の男性俳優。東京都出身。アンカット所属。

## 人物
身長160cm。体重63kg。
趣味はゴルフ、落語、麻雀、英語、フランス語、水彩画、紙芝居、昆虫採集。特技は野球、ゴルフ、関西弁、東北弁、アテレコ、ナレーション。

## 出演

### ドラマ
- さくら心中（2011年、東海テレビ） - マスター 役
- 霧に棲む悪魔（2011年、東海テレビ）
- ぼくの夏休み（2012年、東海テレビ）
- 天国の恋 第2話・第3話（2013年、東海テレビ）
- ハードナッツ! 〜数学girlの恋する事件簿〜 第8話（2013年、NHK BSプレミアム）
- マルホの女〜保険犯罪調査員〜（2014年、テレビ東京） - レギュラー
- 花咲舞が黙ってない 第3話（2014年、日本テレビ）
- 水曜ミステリー9（テレビ東京）
  - 刑事長 第2作（2014年5月14日）
  - 逆転弁護士ヤブハラ 第2作（2015年10月7日）- 管理人 役
- 月曜ゴールデン→月曜名作劇場（TBS）
  - 警視庁南平班〜七人の刑事〜 第7作（2014年6月2日）
  - 湯けむりバスツアー 桜庭さやかの事件簿 第6作（2015年9月14日）- ツアー客 役
  - 信濃のコロンボ 第4作（2017年4月24日）- 職員 役
- 銭の戦争 第10話（2015年、関西テレビ・フジテレビ）
- HEAT 第9話（2015年、関西テレビ・フジテレビ）
- ウルトラシリーズ（テレビ東京） 
  - ウルトラマンX 第2話（2015年） - 増田公二 役
  - ウルトラマンオメガ 第2話（2025年7月12日） - 農家の男性 役
- 早子先生、結婚するって本当ですか?（2016年、フジテレビ） - レギュラー教師 役（事務担当）
- 真夜中の百貨店 ～シークレットルームへようこそ～ 第19話（2016年、BSジャパン） - 男性客 役
- 往復書簡〜十五年後の補習（2016年、TBS） - 池田教頭 役
- 女の勲章（2017年、フジテレビ） - 記者 役
- CRISIS 公安機動捜査隊特捜班 第8話（2017年、関西テレビ・フジテレビ） - 野中 役
- さぼリーマン甘太朗 第3話（2017年、テレビ東京） - 甘味処店員 役
- 赤シャツの逆襲（2017年11月24日、南海放送） - 赤シャツ派 役
- 石つぶて 〜外務省機密費を暴いた捜査二課の男たち〜 第3話（2017年、WOWOW） - 担当者 役
- 弱虫ペダル season2 第9話（2017年、BSスカパー） - 教師 役
- 孤食ロボット 第2話・第8話（2017年、日本テレビ） - 堀内勘吉 役
- 越路吹雪物語 第56話（2018年1月8日、テレビ朝日） - 有馬康平 役
- また来てマチ子の、恋はもうたくさんよ（2018年1月11日 - 3月15日、tvk） - 横島の大将 役
- そろばん侍 風の市兵衛 第4話（2018年6月16日、NHK総合） - 松浪屋 役
- 昭和元禄落語心中 第7話・第9話（2018年11月23日・12月7日、NHK総合） - 落語の寄席のお客さん 役
- ぬけまいる〜女三人伊勢参り 第5話（2018年12月1日、NHK総合）- 江戸の職人 役
- 日本ボロ宿紀行 第8話（2019年3月16日、テレビ東京）- スナックのお客 役
- やすらぎの郷 第81話（2019年7月24日、テレビ朝日）- 初老守衛 役
- リーガル・ハート 〜いのちの再建弁護士〜 第2話（2019年7月29日、テレビ東京）- 旅館のフロント係 役
- FLY! BOYS, FLY! 僕たち、CAはじめました（2019年9月24日、関西テレビ・フジテレビ）- 客 役
- ハル〜総合商社の女〜 第1話（2019年10月21日、テレビ東京）- 親父 役
- 4分間のマリーゴールド 第10話（2019年12月13日、TBS）- 管理人 役
- ランチ合コン探偵〜恋とグルメと謎解きと〜 第3話（2020年1月23日、読売テレビ・日本テレビ）- 高木秀男 役
- 白日の鴉2（2020年5月10日、テレビ朝日）
- 半沢直樹 season2 第4話（2020年8月9日、TBS）- 社員 役
- 連続テレビ小説 エール 第109話（2020年11月12日、NHK）- 農夫 役
- 警視庁ゼロ係〜生活安全課なんでも相談室〜 season5 第5話（2021年5月28日、テレビ東京）- ホームレス 役
- 知ってるワイフ 第10話（2021年3月11日、フジテレビ）- 老人 役
- イタイケに恋して 第4話（2021年7月22日、読売テレビ）- 年配 役
- 白い濁流 第1話（2021年8月22日、NHK BSプレミアム）- 保坂茂 役
- 日本沈没-希望のひと- 第4話（2021年11月7日、TBS）
- 逃亡医F 第1話（2022年1月15日、日本テレビ）
- DCU 第1話（2022年1月16日、TBS）- 吉田 役
- 持続可能な恋ですか?〜父と娘の結婚行進曲〜 第4話（2022年5月10日、TBS）- 飯田吾郎 役
- 元彼の遺言状 第9話（2022年6月7日、フジテレビ）- タクシー運転手 役
- 競争の番人 第6話（2022年8月15日、フジテレビ） - 織元の職人 役
- ユニコーンに乗って 第7話（2022年8月16日、TBS） - 岩熊勉 役
- 何かおかしい 第5話（2022年6月29日、テレビ東京） - 村長・越田 役
- 悪女のすべて 第7話・第8話（2022年8月13日・20日、BS松竹東急） - 通行人男性 役
- 純愛ディソナンス 第9話（2022年9月8日、フジテレビ） - 不動産屋の社長 役
- ゲキカラドウ2 第5話（2023年5月5日、テレビ東京） - 山中秀勝 役
- 婚活1000本ノック 最終話（2024年3月20日、フジテレビ）- 運転手 役
- 御社の乱れ正します! 第2話（2024年4月9日、BS-TBS）[3]
- 虎に翼 （2024年5月3日、NHK総合） - 甘味処の店主 役
- ソロ活女子のススメ4 最終回（2024年6月20日、テレビ東京） - 日本語学校の先生 役[4]
- 無能の鷹 第2話（2024年10月18日、テレビ朝日） - 医師 役
- D&D〜医者と刑事の捜査線〜 第6話（2024年11月22日、テレビ東京） - 近隣住民 役

### 配信ドラマ
- アイアムアヒーロー はじまりの日（2016年4月9日、dTV） - 中山保 役
- 東京カレンダー～港区おじさん～ 第68話・第69話（2018年、東京カレンダーアプリ、YouTube）- 脚本家 役
- 東京、愛だの、恋だの 第3話（2021年9月18日、Paravi）- 町工場社長 役
- 箱庭のレミング 第4話（2021年7月8日、ABEMA SPECIAL）- タクシー運転手 役
- 仮面ライダーBLACK SUN（2022年10月28日、Amazon Prime Video） - 上級怪人2 役

### 映画
- ぼくが処刑される未来（2012年、東映） - 裁判官 役
- カノジョは嘘を愛しすぎてる（2013年） - 校長 役
- 進撃の巨人 ATTACK ON TITAN（2015年、東宝） - 巨人 役
- コスメティックウォーズ（2017年、BS-TBS） - 居酒屋店主 役
- ちょっと今から仕事やめてくる（2017年、東宝） - 親戚 役
- DESTINY 鎌倉ものがたり（2017年、東宝） - 魔物 役
- ひとよ（2019年、日活） - 運転手 役
- バスカヴィル家の犬 シャーロック劇場版（2022年、東宝） - お寿司屋さんの店長 役
- ゴジラ-1.0（2023年11月3日公開、東宝） - 声の出演

### 舞台
- 凄い金魚（2011年、劇団ラッパ屋）
- 隅田川の線香花
- 遊戯空間公演「鏡花×劇　草迷宮」 (2015)
- また来てマチ子の、愛をもう止めないで (2018)
- 遊戯空間「全段通し仮名手本忠臣蔵」（2020）

### CM
- JRA
- ダイハツ・ミライース

### VP
- 公務員汚職防止啓発